# Trzęsienie ziemi w Galilei (1837)
Trzęsienie ziemi w Galilei (1837) – trzęsienie ziemi o magnitudzie 6,75, które dotknęło Galileę 1 stycznia 1837 roku. Ze względu na epicentrum wstrząsów jest ona czasami nazywane trzęsieniem ziemi w Safedzie.

## Przyczyny trzęsienia

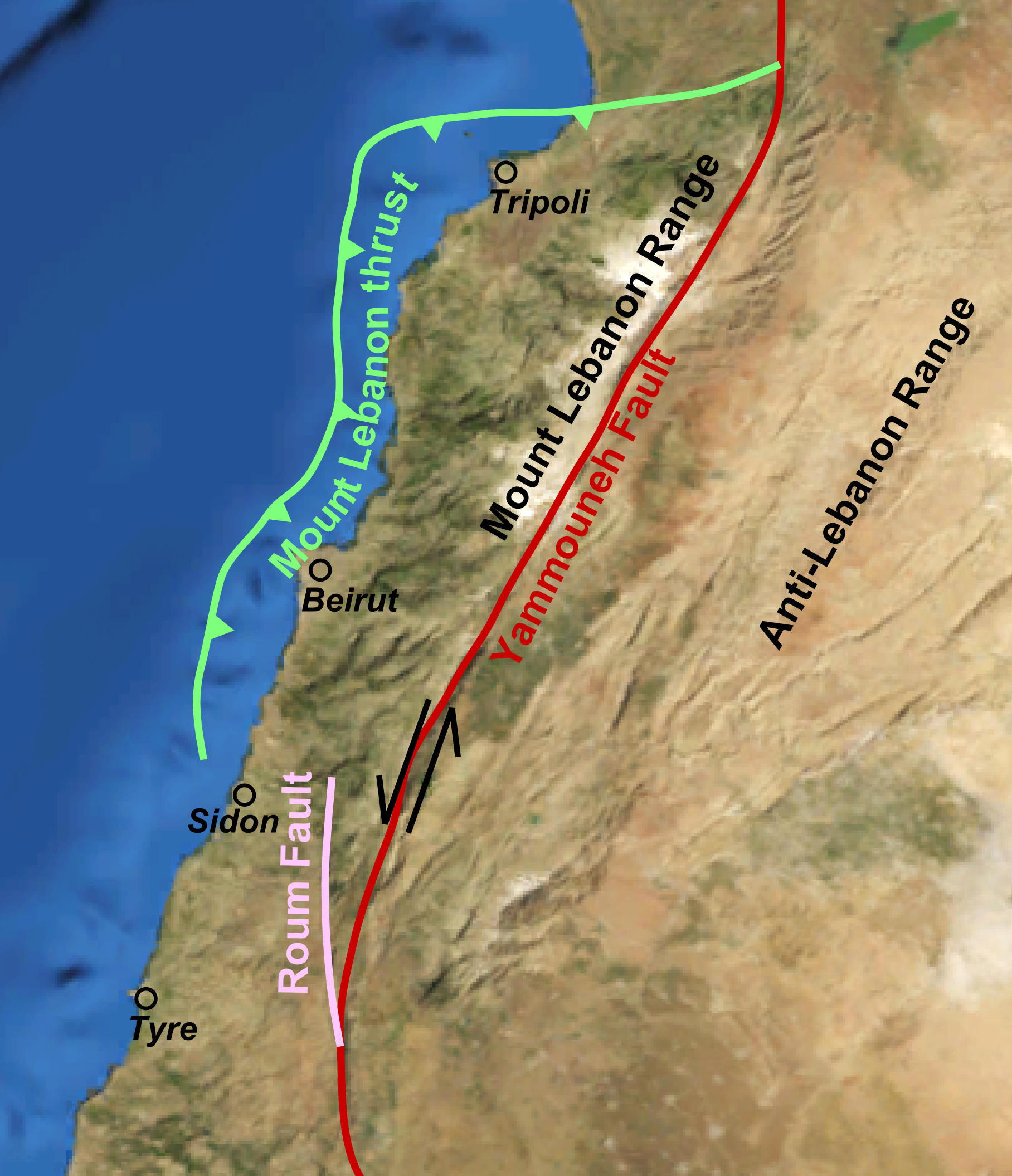
Przebieg rowów tektonicznych w rejonie dzisiejszego Libanu

Trzęsienie ziemi na Bliskim Wschodzie zostało spowodowane naprężeniem powstającym w skorupie ziemi. Doszło do kolizji przemieszczających się płyt litosferycznych: płyty afrykańskiej poruszającej się na południe i płyty arabskiej, poruszającej się na północny wschód. W rezultacie tych ruchów powstaje pęknięcie wzdłuż strefy Wielkich Rowów Afrykańskich. Jego przedłużeniem na Bliskim Wschodzie jest Rów Jordanu, który sięga na północy do Doliny Bekaa i kończy się w górach Taurus. W Rowie Jordanu powstały Morze Martwe i jezioro Tyberiadzkie. Przez ten obszar przebiega jeden uskok tektoniczny. W dnie doliny ryftowej znajduje się lewoskrętny uskok transformacyjny. Gwałtowne rozprężenie naprężeń zgromadzonych w tym uskoku tektonicznym, było najprawdopodobniej przyczyną trzęsienia ziemi w 1837 roku. Wcześniej w rejonie miasta Safed wystąpiły dwa mniejsze trzęsienia ziemi - 24 maja 1834 roku (jedno w południe, a drugie około godz. 21.00 wieczorem). Wstrząsy te spowodowały duże zniszczenia materialne i pociągnęły za sobą kilka ofiar.

## Przebieg wstrząsu
Do trzęsienia ziemi doszło 1 stycznia 1837 roku. Jego magnitudę oszacowano na 6,75. Epicentrum wstrząsów znajdowało się w Górnej Galilei, na północ od miasta Safed. Pierwszy wstrząs był najsilniejszy. Nastąpił około godz. 16.00 po południu czasu lokalnego. Po około pięciu minutach nastąpił drugi, słabszy wstrząs. Trzęsienie ziemi spowodowało duże zniszczenia w Galilei, dotykając najmocniej miasta Safed i Tyberiada. Szczególnie katastrofalne skutki miało ono dla społeczności żydowskiej Safedu. Niemal całkowicie zniszczona została północna żydowska część miasta. Tamtejsze domy były wybudowane kaskadowo na zboczach góry, i gdy przyszły wstrząsy, zaczęły się zsuwać jeden na drugi w dół zbocza. W ten sposób, pod gruzami domów zostało pogrzebanych wielu ludzi. Południowa muzułmańska część Safedu poniosła znacznie mniejsze straty. Ocaleni przez sześć lub siedem dni po trzęsieniu wygrzebywali żywych rannych z gruzowiska. Jednak ranni umierali bez pomocy, ponieważ tymczasowy szpital uruchomiono dopiero 19 stycznia. Od tego momentu w Safedzie pojawił się lekarz, i rozpoczęto rozdawać leki i bandaże. W Safedzie zginęło około 1800 osób (połowa żydowskiej populacji miasta). Zniszczenia w Tyberiadzie zostały powiększone przez falę tsunami na jeziorze Tyberiadzkim. Zginęło tam około 600 osób. Większość okolicznych wiosek została doszczętnie zniszczonych. Mniejsze zniszczenia odnotowano w Bejrucie, Akce, Tyrze i Sydonie. Całkowitą liczbę ofiar oszacowano na około 6-7 tys. zabitych.
W ciągu kilku tygodni po trzęsieniu ziemi odnotowano trzy duże wstrząsy wtórne – 16 stycznia (na północ od Safedu), 22 stycznia (w rejonie jeziora Tyberiadzkiego) i 20 maja (w rejonie miasta Hasbajja). Wstrząsy wtórne rozciągały się na długości 70 km.

## Konsekwencje
Po katastrofie wielu Żydów w przerażeniu opuściło Safed, wierząc, że trzęsienie ziemi było karą z nieba z próbę konkurowania z wielkością i świętością Jerozolimy. Natomiast Żydzi, którzy w kolejnych latach osiedlili się w Safedzie, twierdzili, że trzęsienie ziemi było znakiem bliskości przyjścia Mesjasza.